# Monodontomerus laticornis
Monodontomerus laticornis is een vliesvleugelig insect uit de familie Torymidae. De wetenschappelijke naam is voor het eerst geldig gepubliceerd in 1985 door Grissell & Zerova.